# Faucheuse (machine agricole)
Pour les articles homonymes, voir Faucheuse.

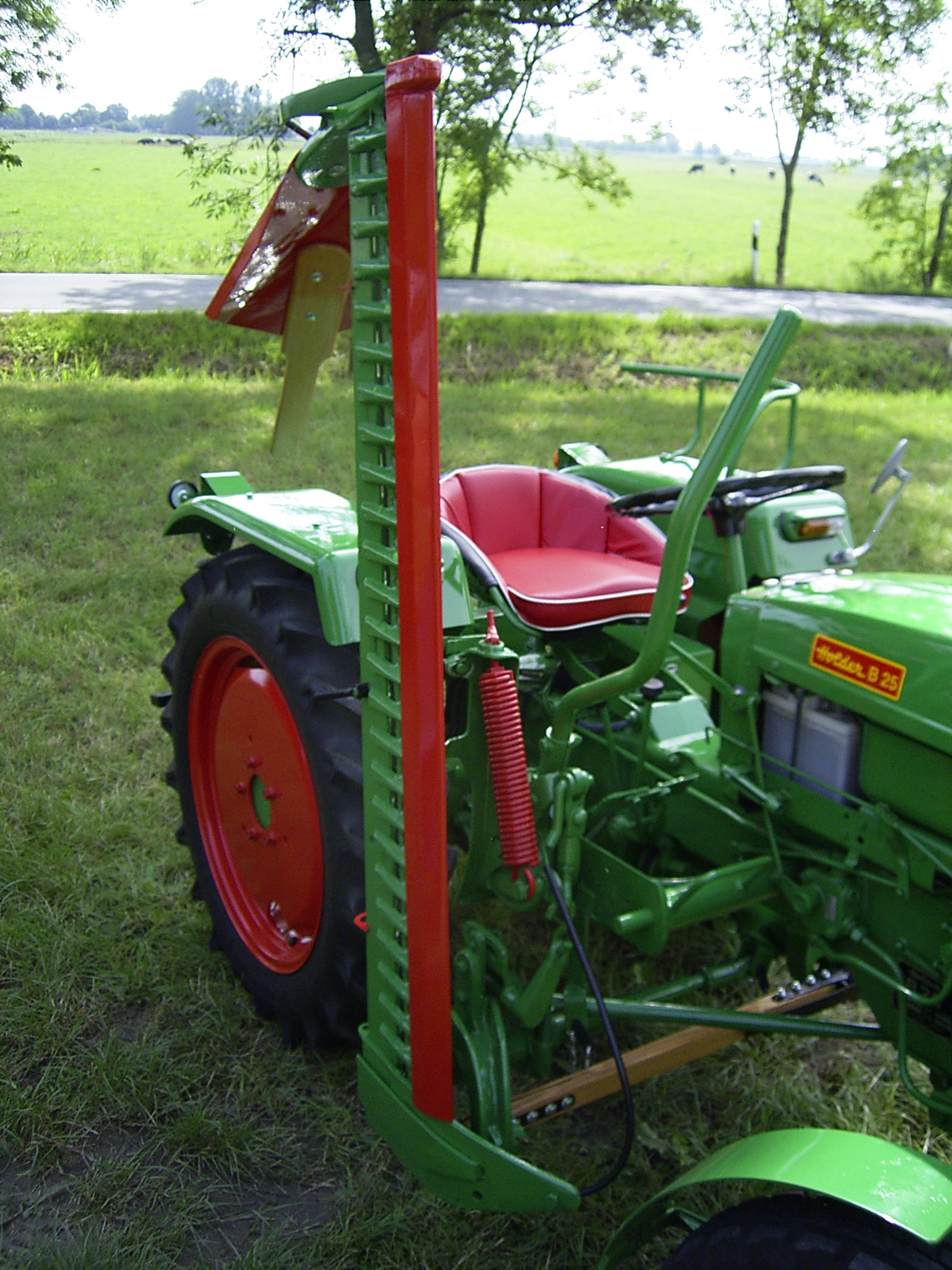
Faucheuse à barre de coupe relevée, portée latéralement par un tracteur (une protection en rouge cache les parties coupantes). La bielle d'entraînement en bois est visible sous le tracteur.

La faucheuse est une machine servant à faucher l'herbe, des cultures diverses ou des formations végétales naturelles (faucheuse agricole, faucheuse d'accotement, faucheuse d'espaces verts), et autrefois aussi les céréales. S'il s'agit d'espaces aquatiques, on parle de faucardage effectué avec une faucardeuse.

## Description
L'élément essentiel d'une faucheuse est le système de coupe. On distingue :
- la barre de coupe à mouvement linéaire alternatif. Composée de dents ou sections mues par un va-et-vient les faisant se comporter chacune comme une petite cisaille, elle présente l'avantage de préserver au mieux les tiges de la plante, et l'inconvénient d'une plus grande fragilité (plus de pièces en mouvement, donc usure mécanique accrue, risque de casse des dents lors de la rencontre d'obstacles, pierres, troncs d'arbres, objets métalliques). La fauche des céréales est réalisée avec ce type de coupe
- la coupe à rotors à axe vertical, à tambours ou à disques généralisée dans les élevages importants aujourd'hui. Ces systèmes requièrent une puissance supérieure mais sont peu sensibles au bourrage et autorisent une vitesse d'avancement élevée. Il existe des machines à un ou plusieurs rotors de grande dimension pour le débroussaillage (gyrobroyeur). On distingue des gyrobroyeurs à lames et d'autres à chaînes.
- la coupe à rotor à axe horizontal. Les faucheuses d'accotement ou épareuses utilisent généralement un corps de fauche à axe horizontal placé sur un bras orientable. Les machines capables d'effectuer un débroussaillage sont appelées broyeurs à axe horizontal, faucheuses à fléaux ou rotobroyeurs. Les lames de coupe peuvent être remplacées par des marteaux.
- Les petites débroussailleuses à rotor portées à l'épaule sont parfois qualifiées de faux mécanique.

La coupe est animée, par le mouvement des roues (anciennes faucheuses à barre de coupe), un moteur auxiliaire ou plus souvent par la prise de force du tracteur. Elle repose au travail sur deux sabots glissant, déterminant la hauteur minimale de coupe, ou sur l'assiette des tambours. L'ensemble de la machine peut aussi être entraîné par un moteur de façon autonome (motofaucheuse ou faucheuse automotrice). 
Les coupes placées à l'avant d'une machine automotrice ou d'un tracteur ainsi que les machines traînées à timon orientable à droite ou à gauche évitent d'écraser le fourrage lors d'enrayures multiples. 
Elles peuvent être traînées ou portées à l'arrière ou latéralement. Parfois, la coupe est placée devant : c'est notamment le cas des motofaucheuses, machines de petites dimensions employées par exemple en montagne mais aussi des automotrices et des machines disposées à l'avant des tracteurs modernes s'ils disposent d'une prise de force avant.
Les faucheuses peuvent être combinées avec d'autres machines pour assurer d'autres fonctions que la simple coupe de l'herbe : faucheuse-andaineuse, faucheuse-hacheuse-récolteuse, faucheuse-conditionneuse. L'utilisation de faucheuses combinées à l'avant et à l'arrière du tracteur ou de faucheuses automotrices est en progression pour les grands chantiers.
Les machines de débroussaillage peuvent être couplées à un rouleau niveleur.

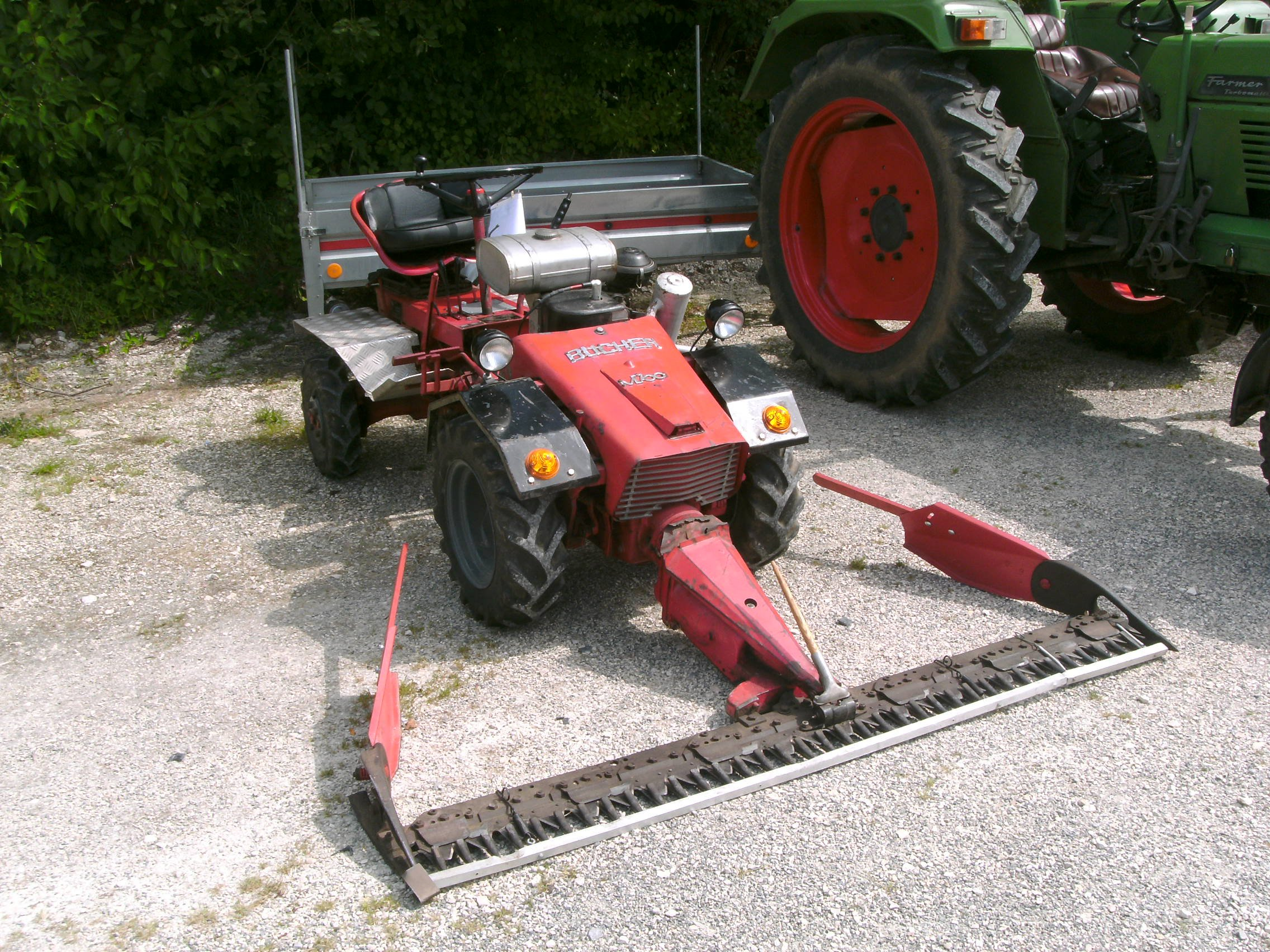
Faucheuse frontale sur un petit tracteur articulé Bucher (ensemble très maniable apprécié en montagne).
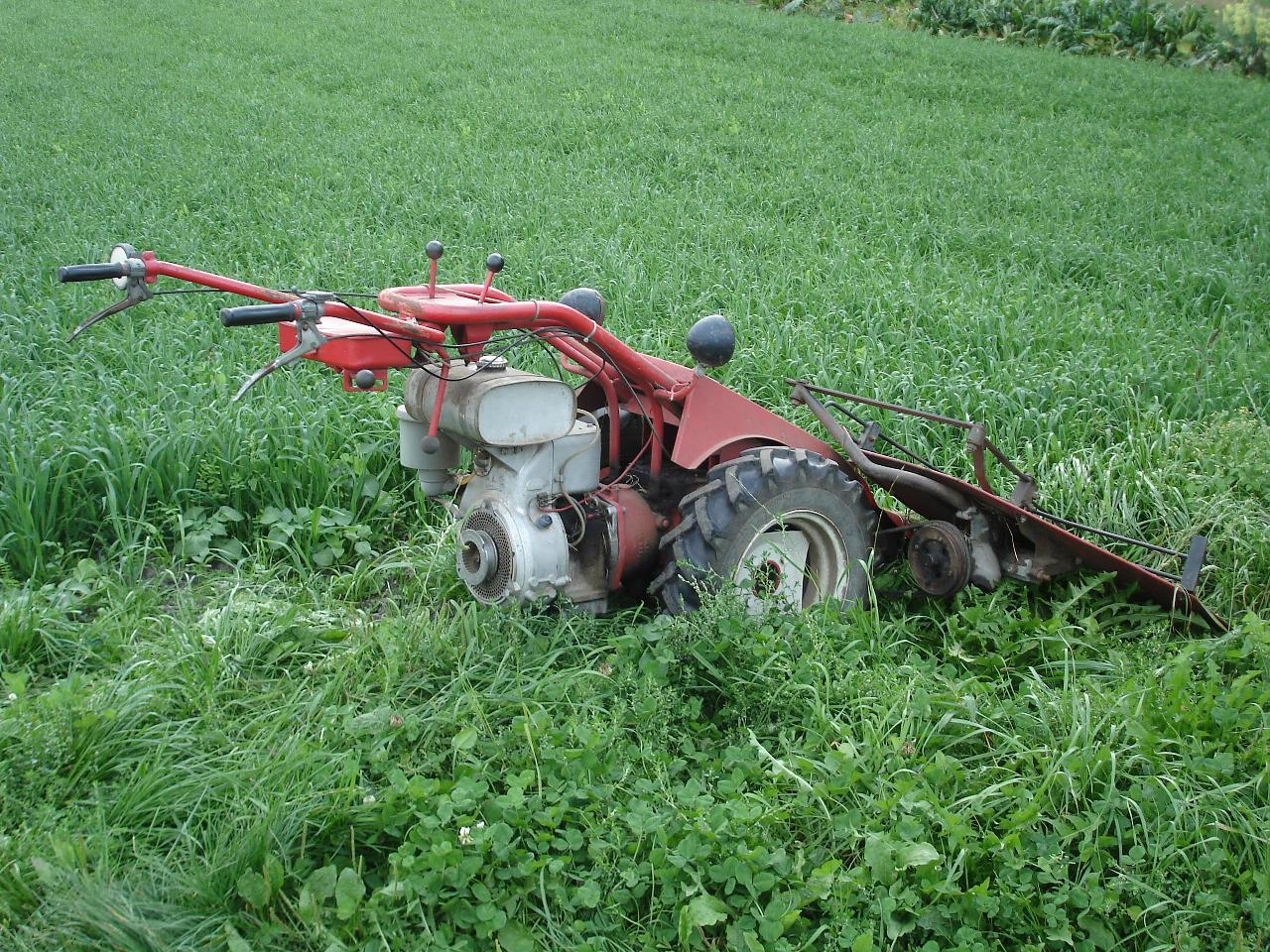
Motofaucheuse Aebi.
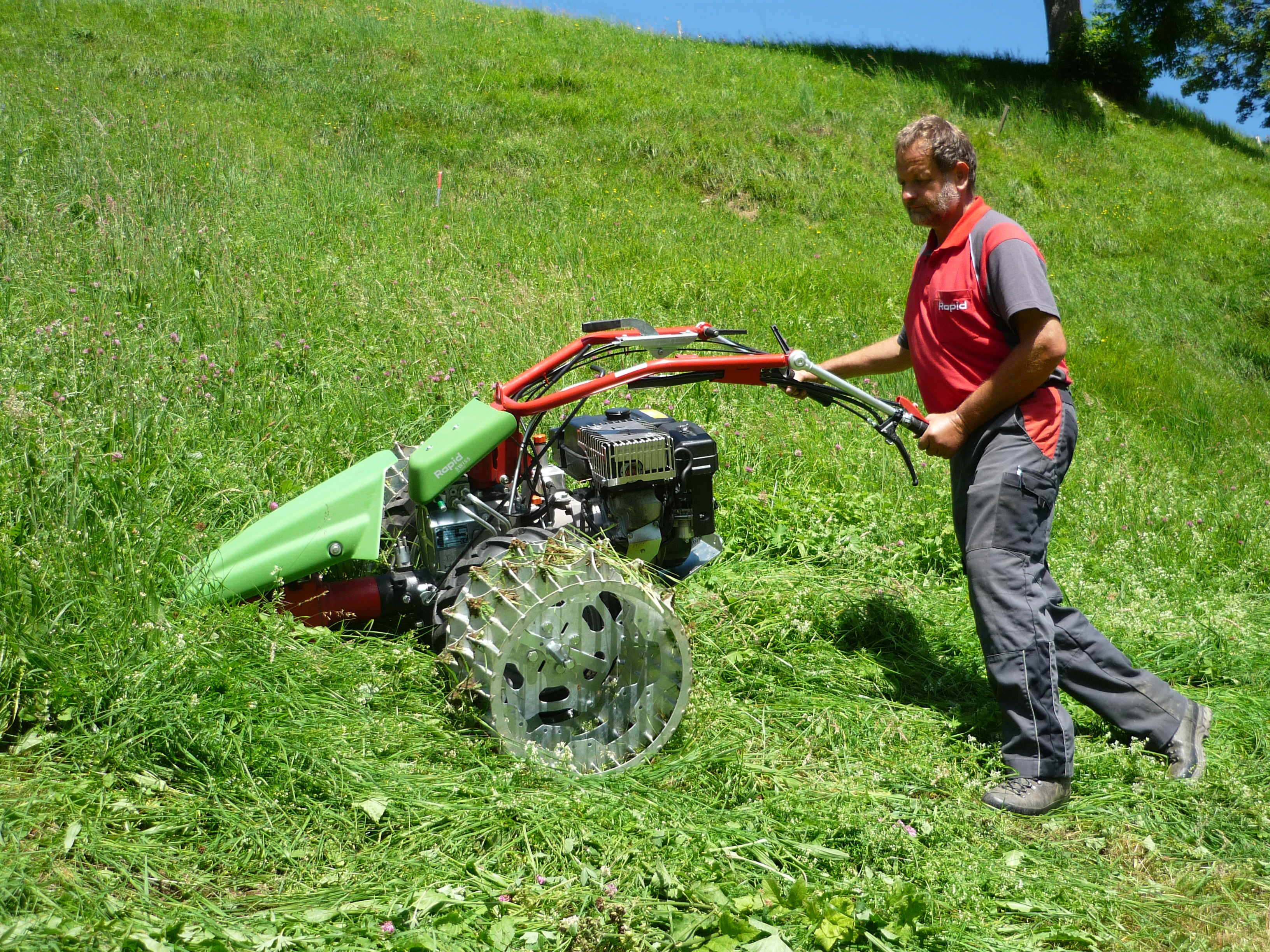
Motofaucheuse Rapid SWISS avec roue supplémentaire pour lier en faisceaux l'herbe coupée.
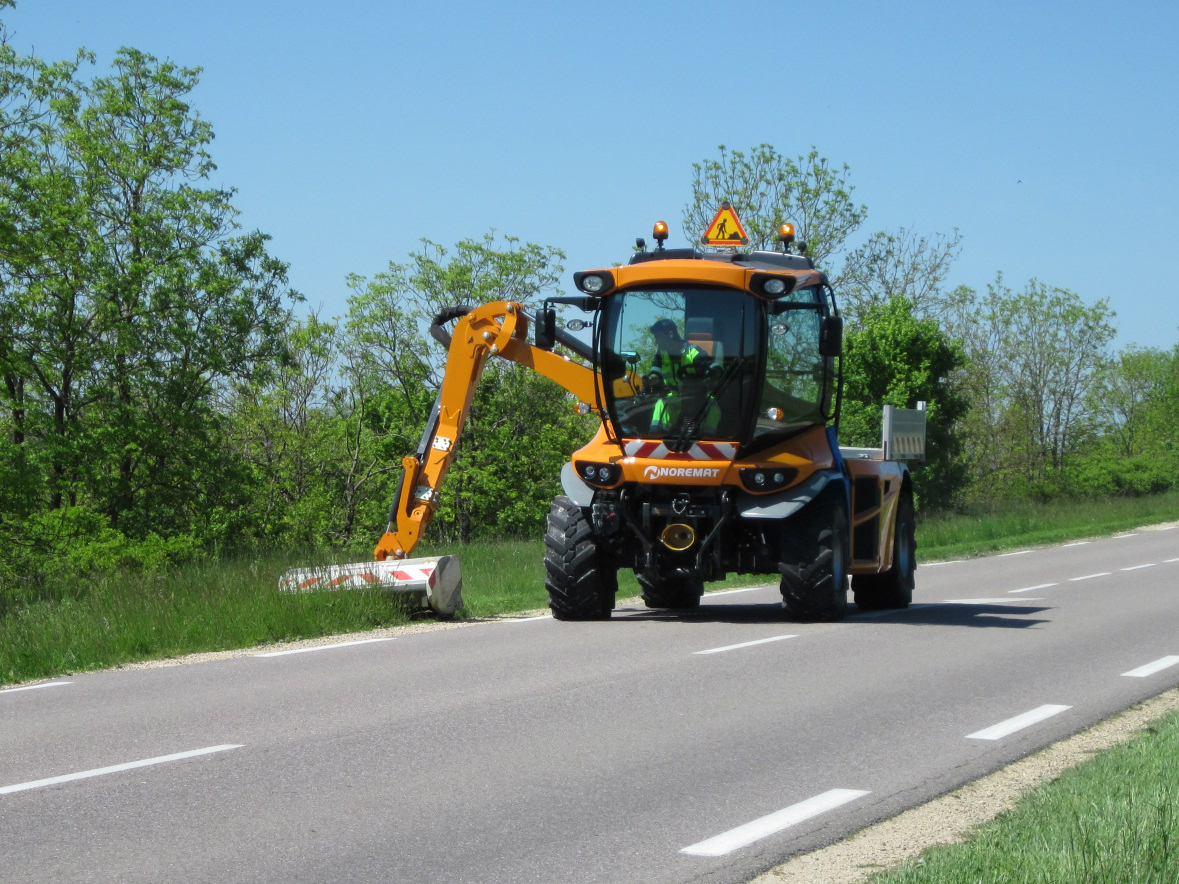
Faucheuse d'accotement polyvalente (épareuse) automotrice, France, 2012
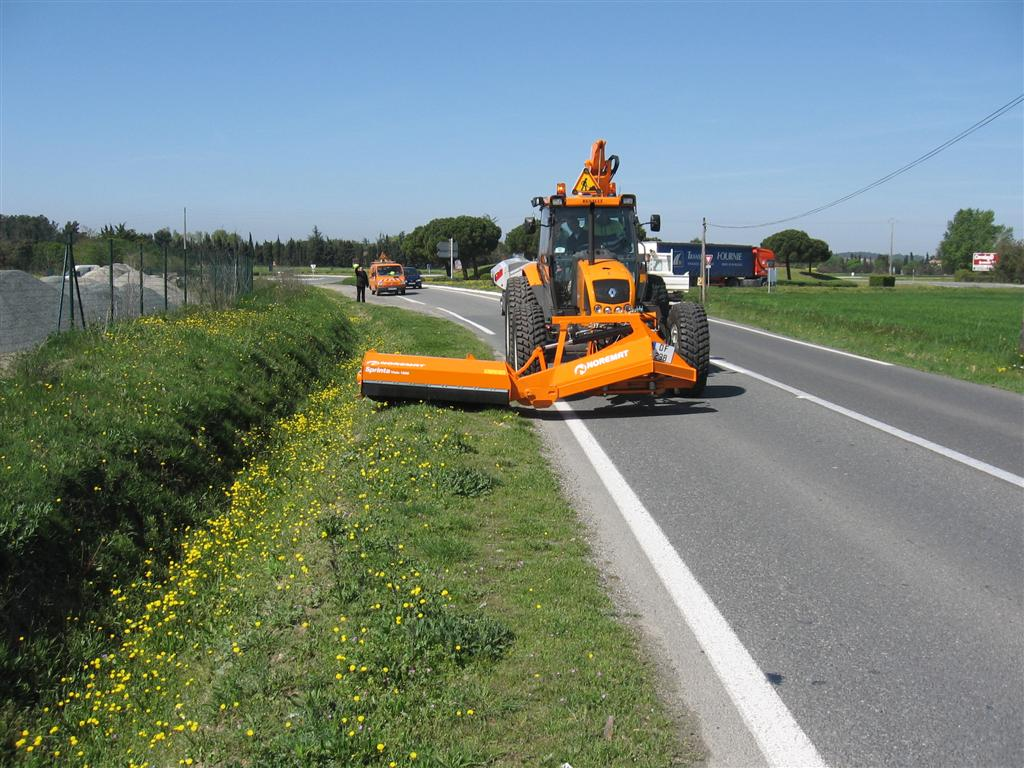
Faucheuse d'accotement (rotobroyeur) sur tracteur espaces verts

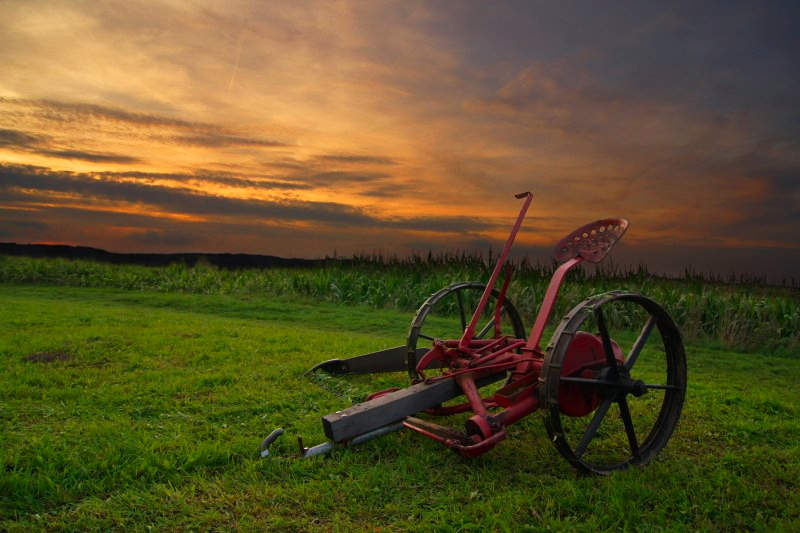
Faucheuse (années 1930 ?). Le timon a été adapté pour le tracteur
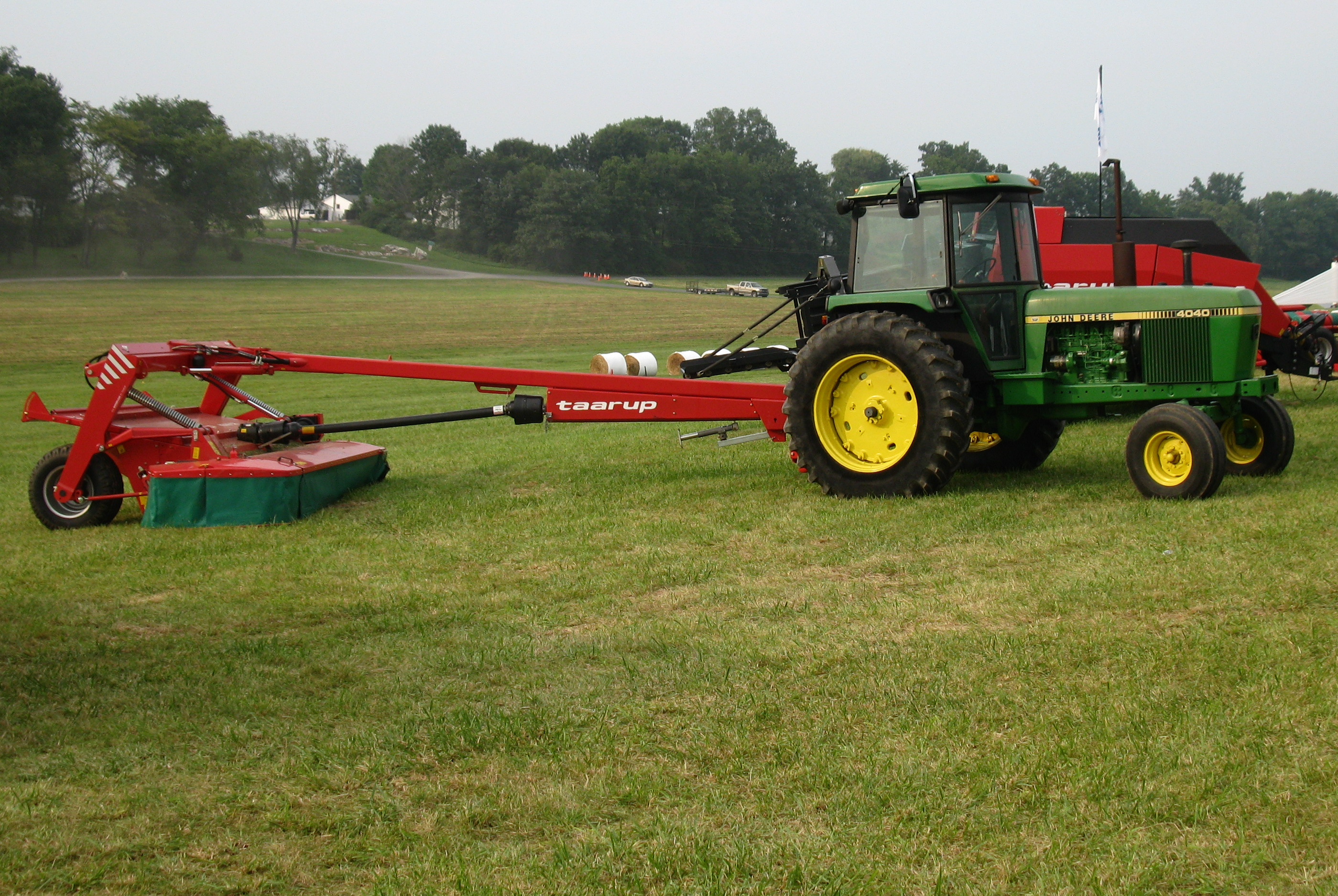
Faucheuse-conditionneuse à disques à timon déportable à droite ou à gauche.
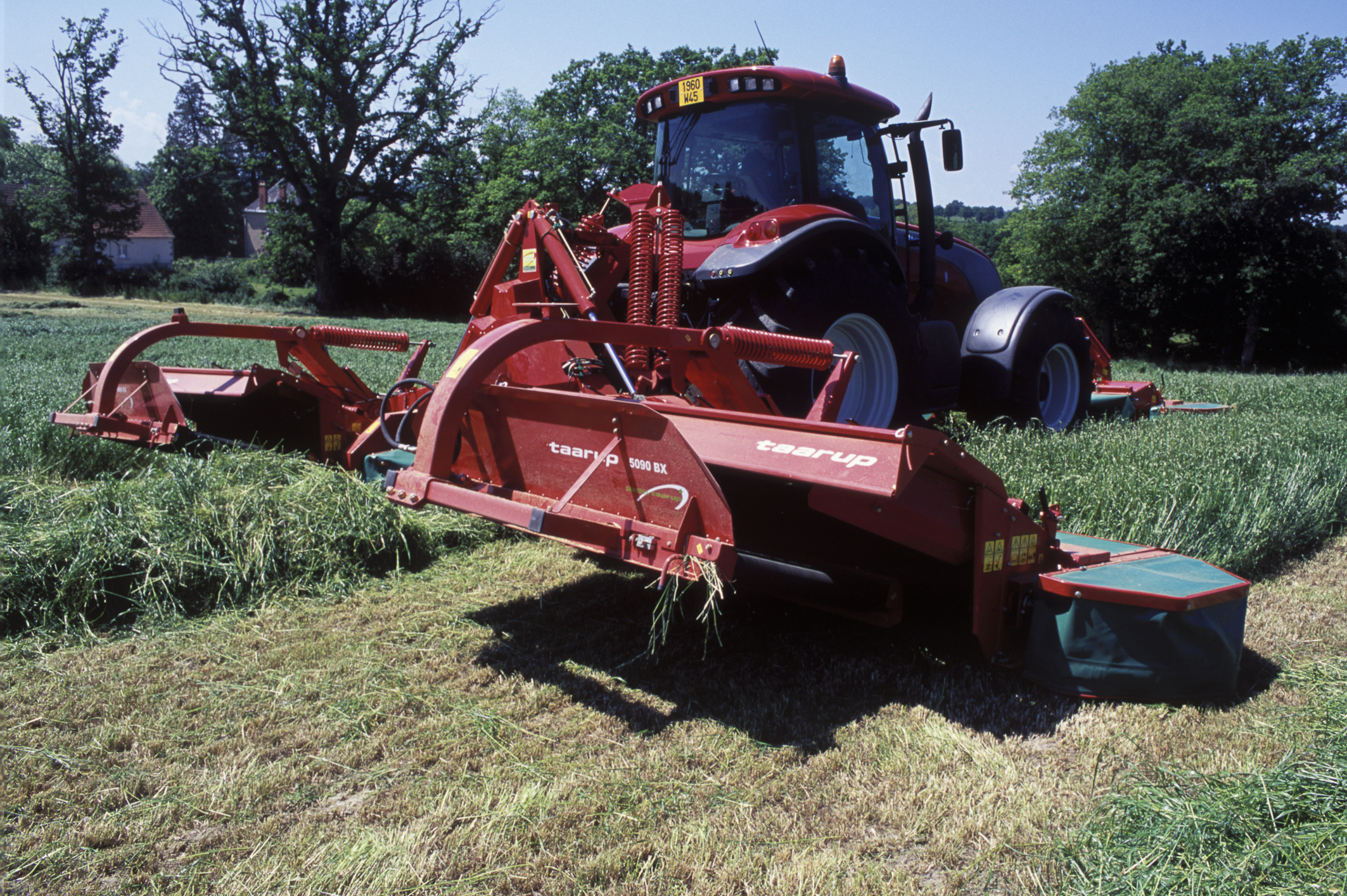
Ensemble faucheur-conditionneur à trois corps à disques mu par un tracteur d'environ 200 ch
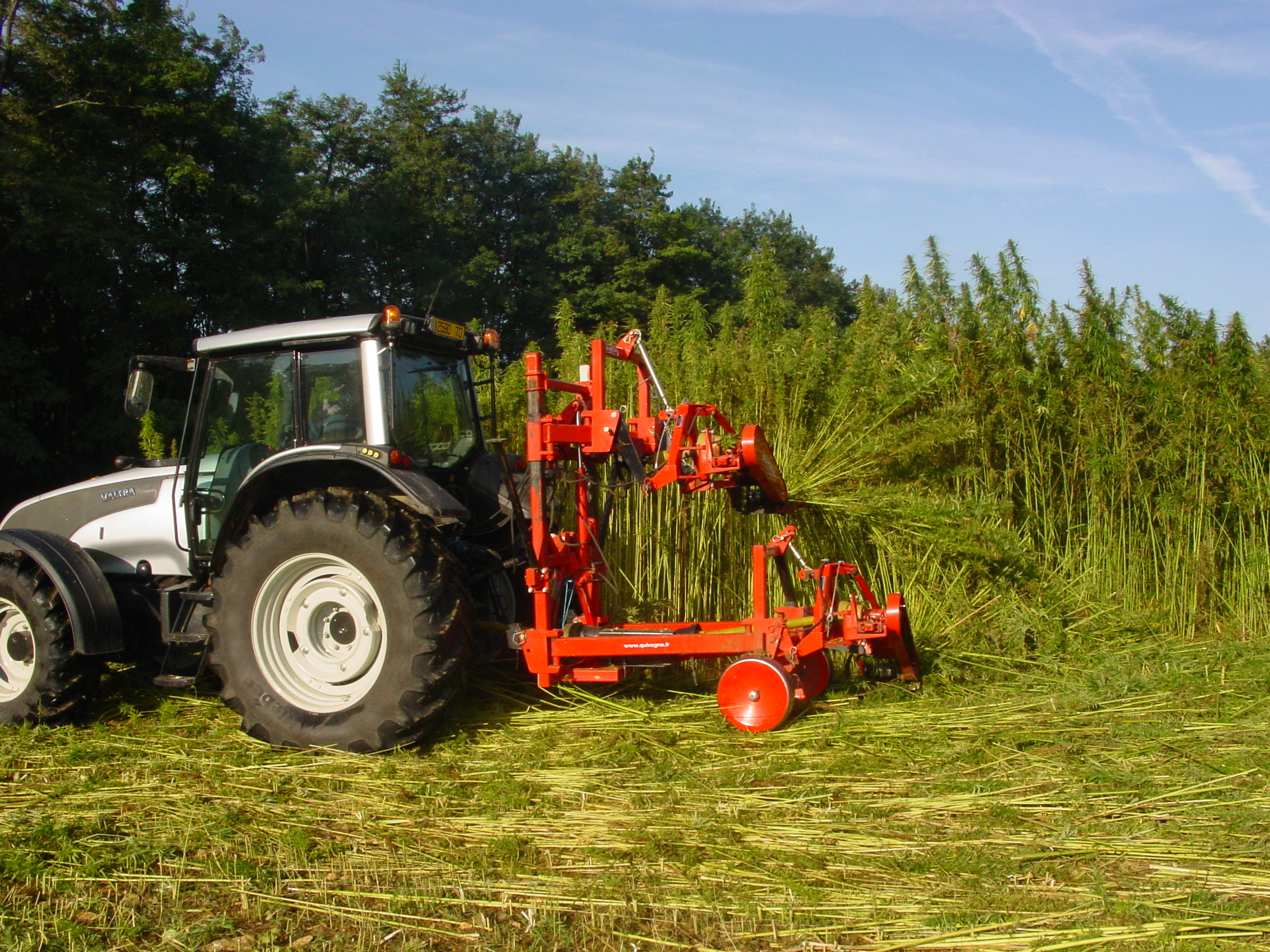
Faucheuse à deux barres de coupe de hauteurs différentes pour la récolte du chanvre textile, France, 2007

## Évolution technique des faucheuses agricoles
D'après les ouvrages,,
La faucheuse mécanique a supplanté le travail à la faux, rendant la coupe des céréales et des foins bien plus rapide et bien moins fatigante.
Elle a été développée au XIXe siècle, immédiatement après la révolution industrielle, ses mécanismes ont considérablement évolué pour les fourrages mais sont restés stables pour les céréales, les moissonneuses actuelles étant toujours équipées de barres de coupe à sections.

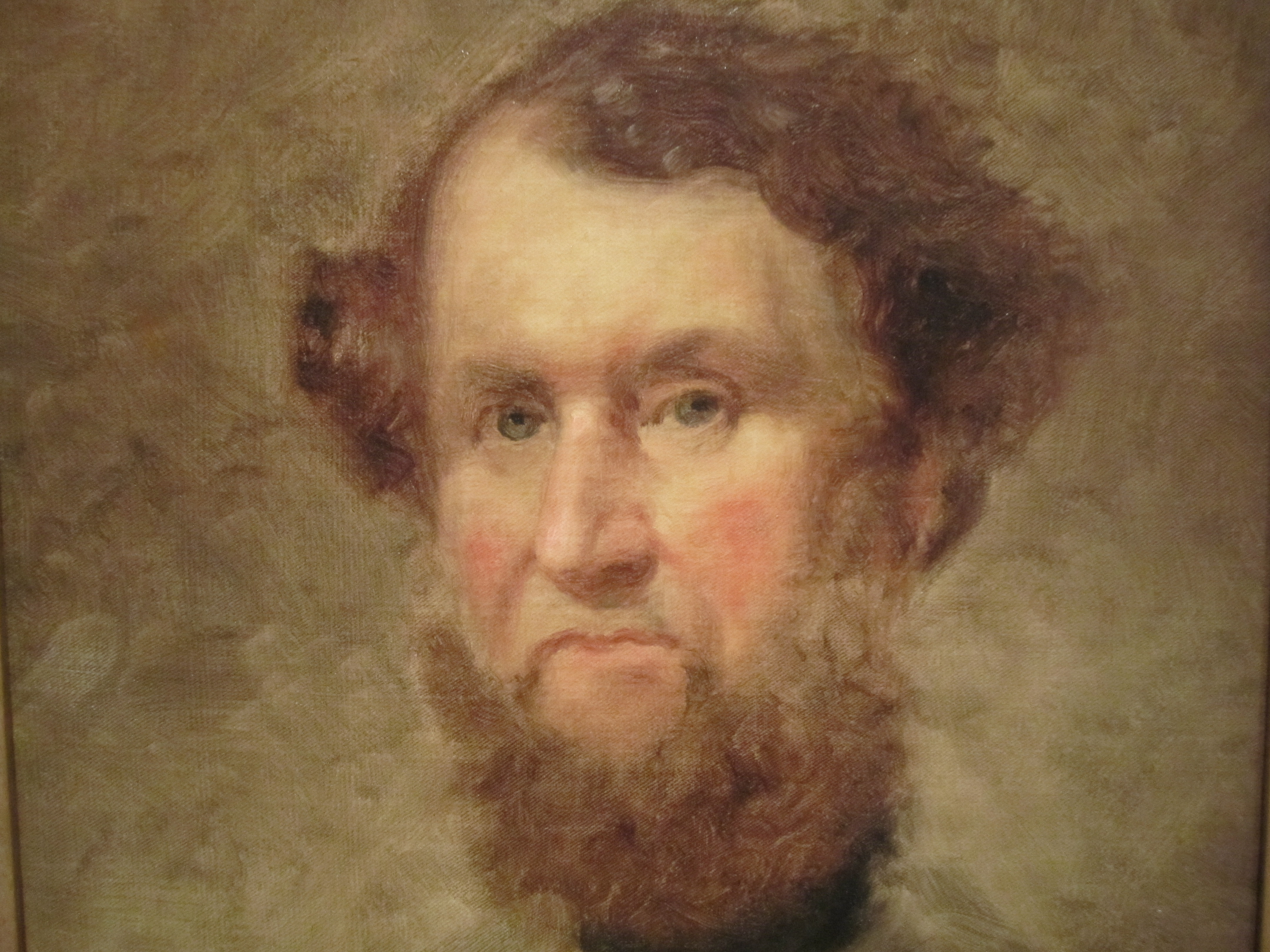
Cyrus McCormick.

Le premier brevet d'une faucheuse à céréales a été déposée en 1834 par Cyrus McCormick aux États-Unis pour la Virginia reaper (voir galerie moisson). Le noueur mécanique fut inventé en 1878 par John Appleby, il permit la fabrication des lieuses. L'année de la mort de Cyrus, en 1884, l'entreprise avait vendu près de 55 000 machines. Cyrus McCormick  démarra la construction de faucheuses sur la plantation de son père avec l'esclave Jo Anderson.
Relativement complexe et coûteuse pour l'époque, sa diffusion et son emploi systématique ont été assez lents. De plus l'entretien des lames demandait du temps, surtout pour l'herbe coupée plus bas, ainsi qu'étau et enclume et le réglage du noueur était délicat. Ce fut cependant une véritable révolution dans le travail des agriculteurs.

### Moisson
Les premières faucheuses furent des faucheuses-javeleuses adaptées à la récolte des céréales en javelles. Les premières machines devaient être suivies par un homme qui constituait les javelles sur le tablier. Puis elles déposèrent au sol, à l'aide du tourniquet de rabatteurs, les javelles à lier manuellement. L'entraînement des mécanismes dépendait de la grande roue porteuse à crampons en fer.
La faucheuse-lieuse munie d'un noueur, communément appelée moissonneuse-lieuse ou lieuse, remplaça la javeleuse. Un grand rabatteur horizontal au-dessus de la barre de coupe, régularise la position des plantes coupées pour produire des gerbes semblables faciles à nouer. L'homme assis sur un siège conduit l'attelage et  surveille la coupe.

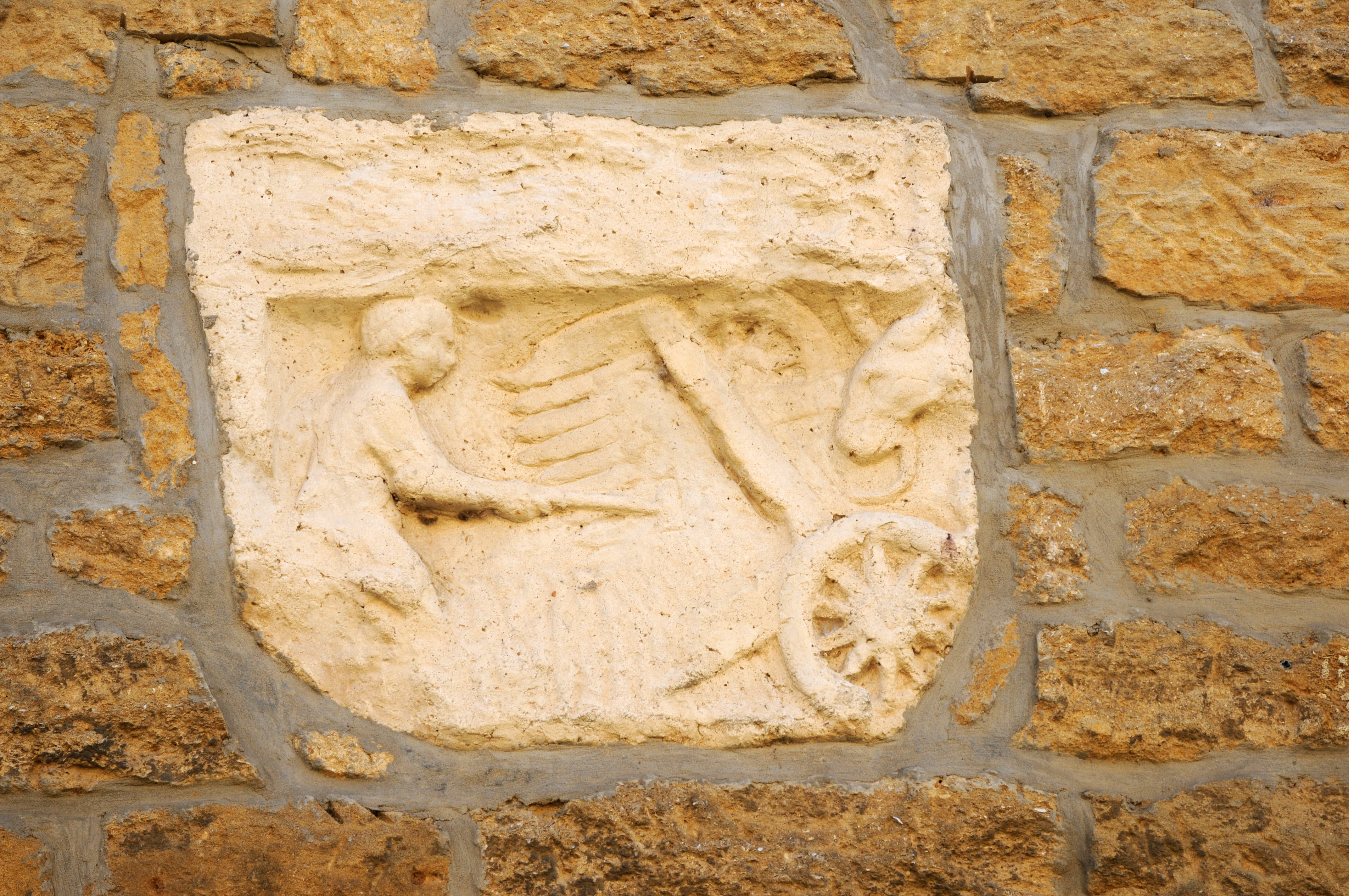
Relief représentant une faucheuse ou une moissonneuse à peigne gallo-romaine (une arracheuse d'épis en fait).
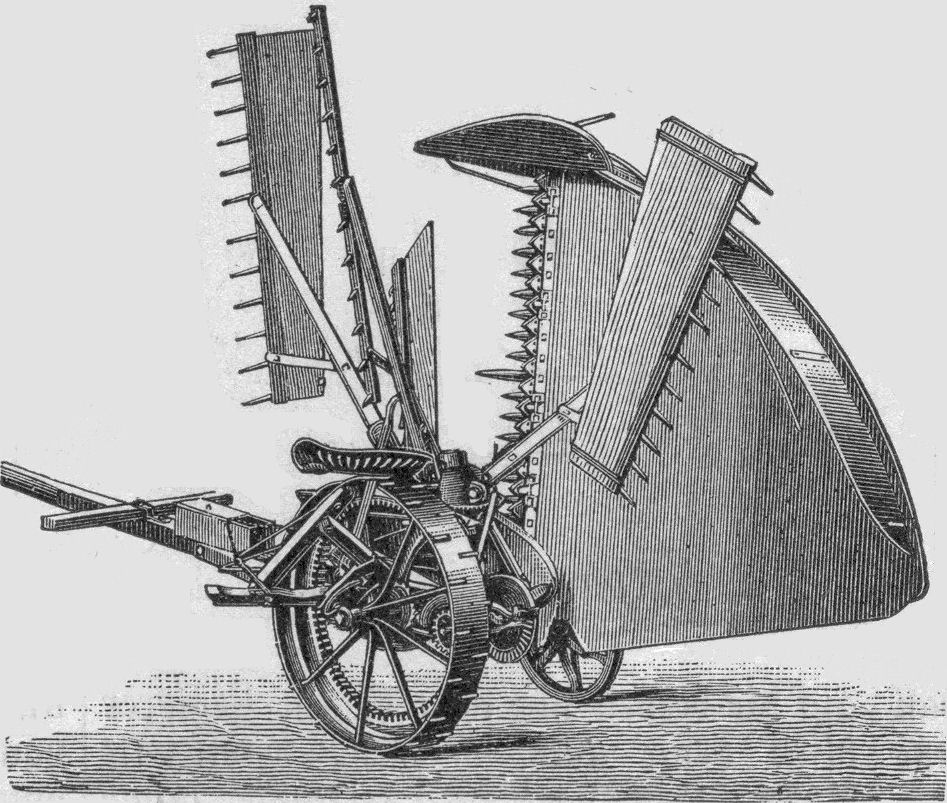
Faucheuse-javeleuse avec tourniquet de rabatteurs, en position transport : lame de coupe et tablier relevés. Très probablement, la McCormick New Reaper.
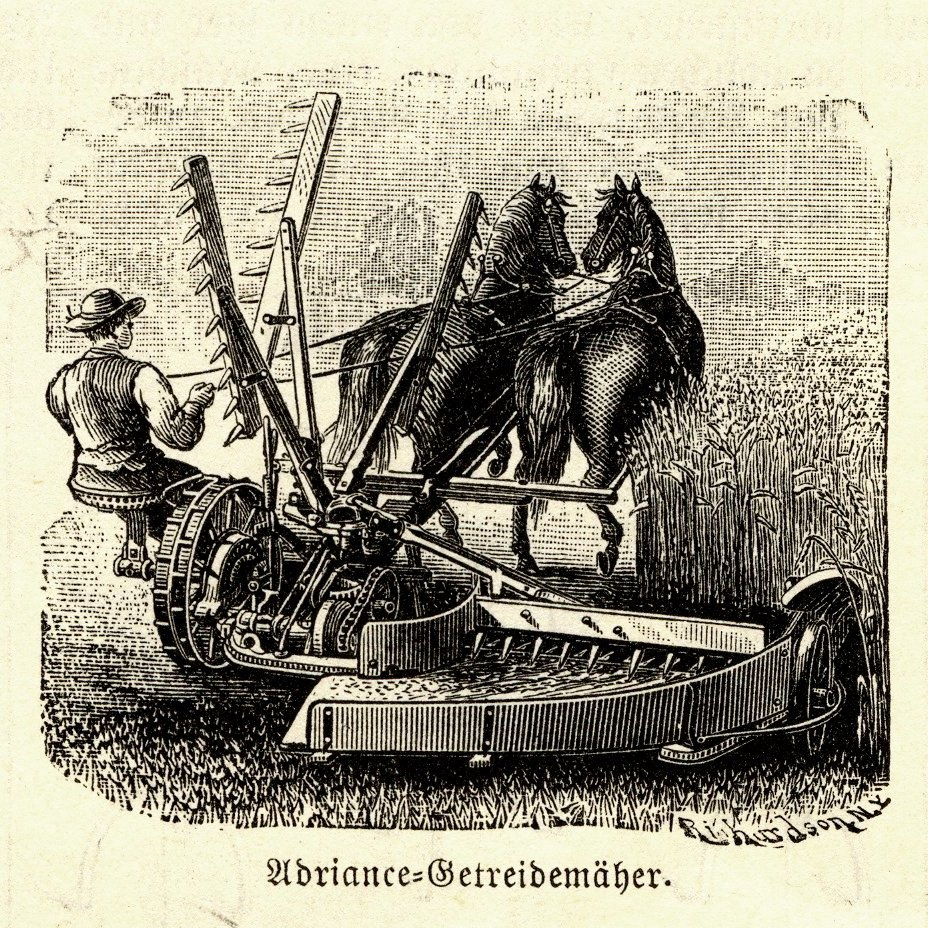
Faucheuse-javeleuse Adriance au travail ; 1889.
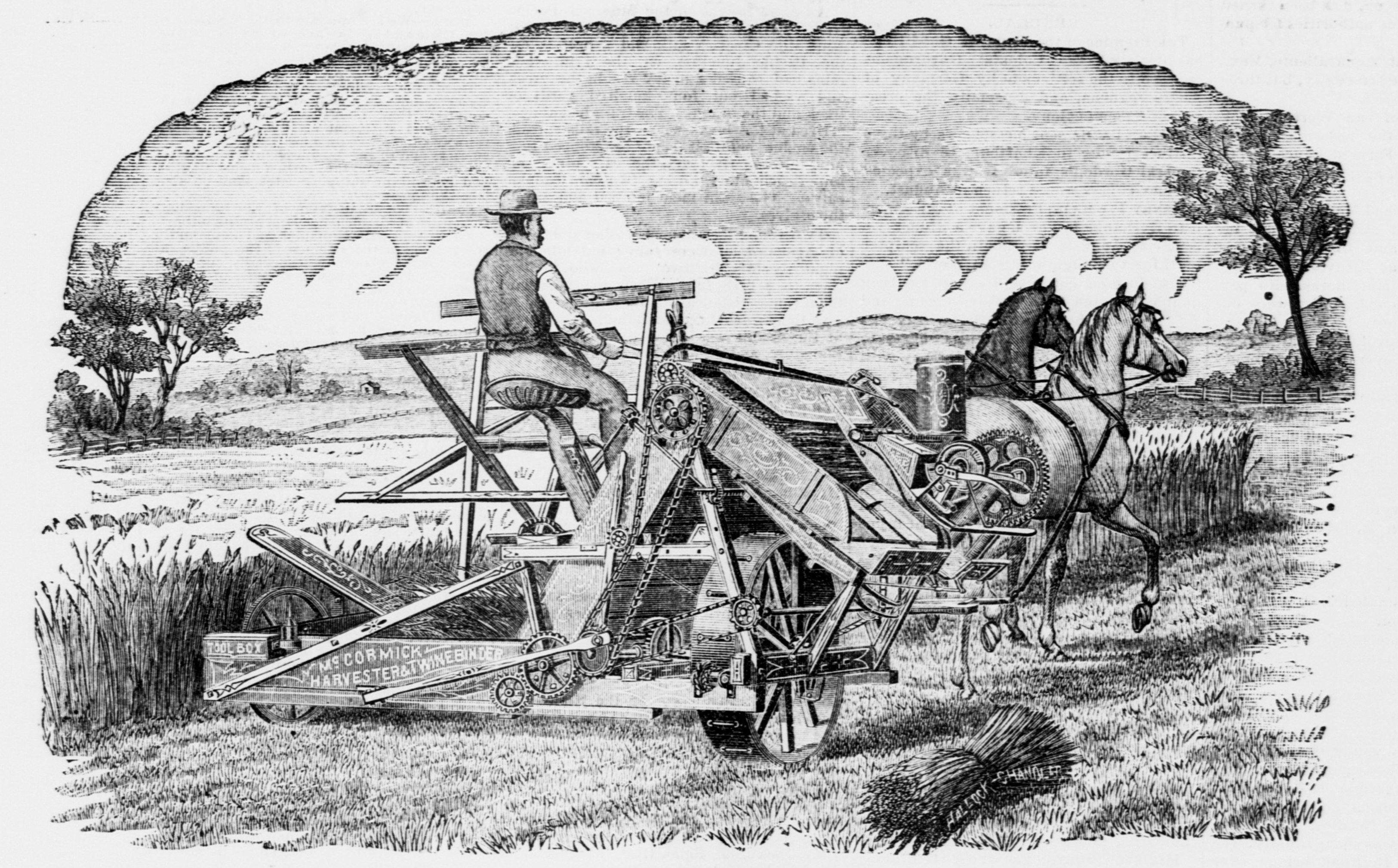
Moissonneuse-lieuse à ficelle McCormick de 1884 avec rabatteur à axe horizontal. Le noueur surmonté de la boîte à ficelle est déporté sur la droite.
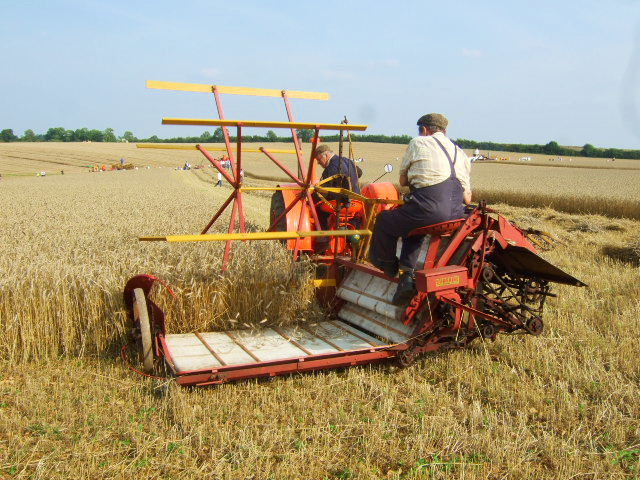
Moisson de blé avec une moissonneuse-lieuse Massey-Harris (avant 1940) peu différente des machines tirées par des chevaux ; reconstitution de 2008.
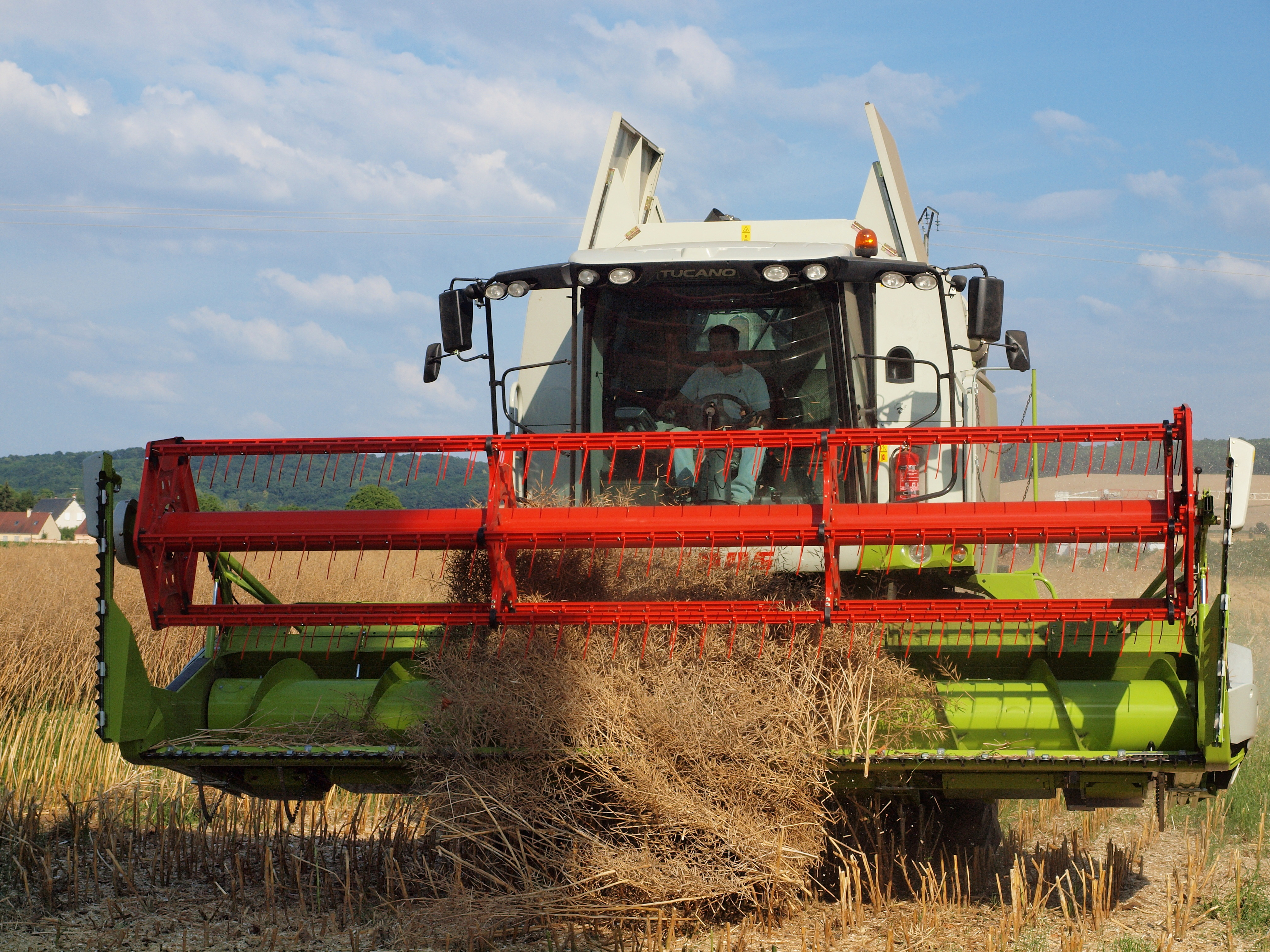
Table de coupe équipée pour la récolte du colza sur une moissonneuse. En plus de la lame de coupe principale horizontale, on a disposé deux lames  verticales sur les côtés, les plantes étant enchevêtrées.

#### Vocabulaire
La javelle est un bouquet de céréales coupées avec chaumes et épis. La gerbe est une javelle liée.
Pour les moissons la faucheuse mécanique fut bien vite désignée sous le terme de moissonneuse. Depuis les années 1960, le matériel agricole ayant progressé en puissance, en automatisation et par l'intégration toujours plus poussée de différentes fonctions, une moissonneuse ne peut correspondre en fait qu'à une moissonneuse-batteuse.

### Fauche des fourrages et fenaison

#### Faucheuses à barre de coupe (lame de coupe)
La fauche de l'herbe molle est plus difficile que celle des céréales mûres et le risque de bourrage de la coupe est élevé. Les barres de coupe furent d'abord fiabilisées pour l'herbe en utilisant deux lames alternatives dans les années 1840.
Les faucheuses ont donc été équipées longtemps de barres de coupe à sections coupantes. Les premières machines étaient relativement lourdes et ce poids était nécessaire pour assurer la bonne adhérence des roues porteuses devant entraîner le mécanisme. Il fallait les atteler d'un, deux voire trois chevaux selon la configuration du terrain. À partir des années 1920, le montage de prises de force sur les tracteurs permet d'envisager des mécanismes entraînés directement par le tracteur sur les machines attelées. Dans les années 1940-1960, les faucheuses portées latéralement (photo d'en-tête) connurent une grande vogue car elles ne nécessitaient pas de démontage pour les autres travaux et pouvaient être montées même sur des tracteurs légers (comme le Massey-Harris Pony de 16 ch) avec un risque réduit d'enlisement en prairies humides. L'ensemble était particulièrement maniable et décida beaucoup de petits éleveurs au passage au tracteur après la Seconde Guerre mondiale. De nombreux modèles de tracteurs furent munis à cet effet d'une prise de force supplémentaire placée en position ventrale. La généralisation du relevage 3 points (Ferguson system) favorisa aussi l'utilisation de barres de coupe portées à l'arrière.

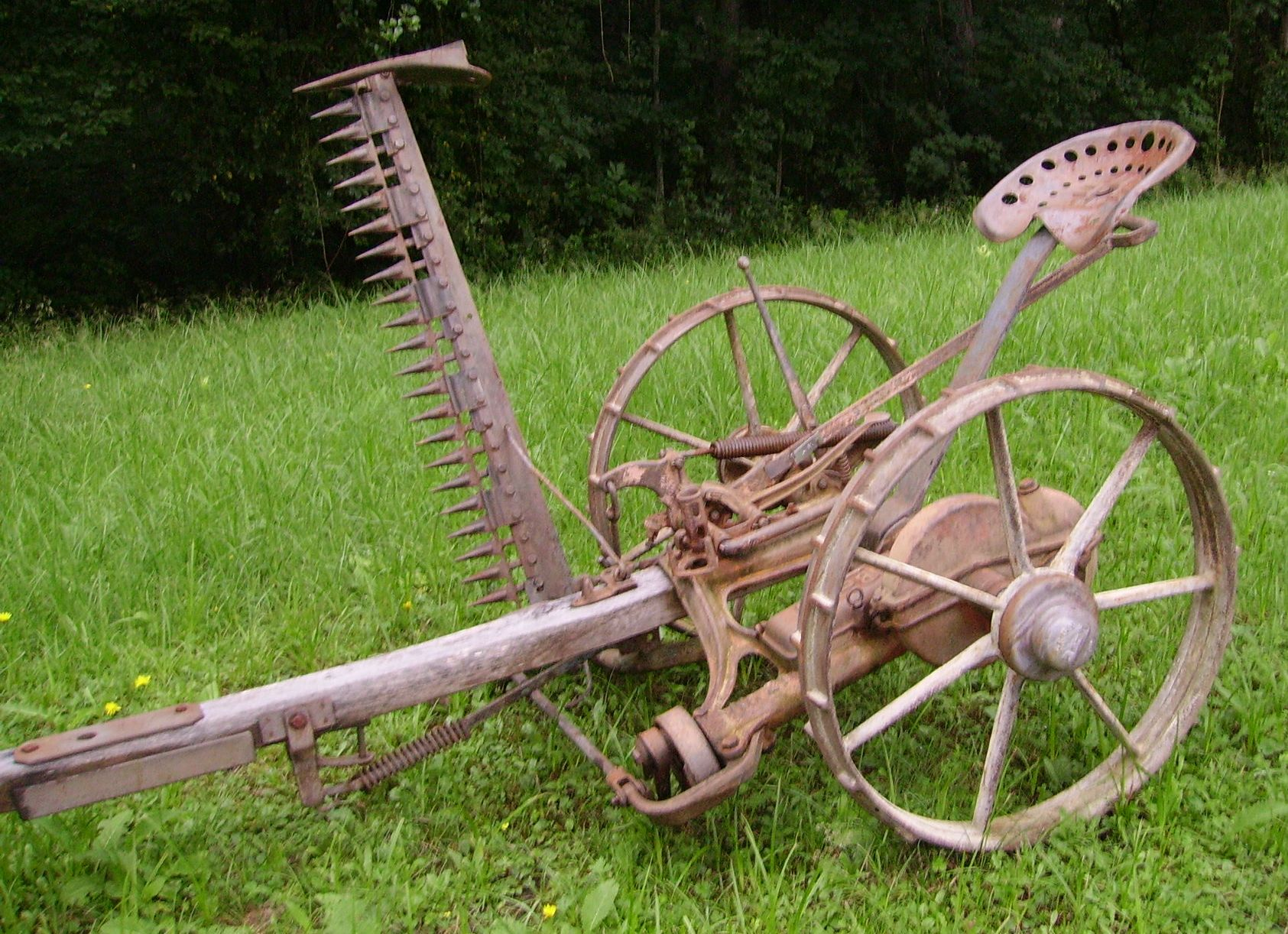
1
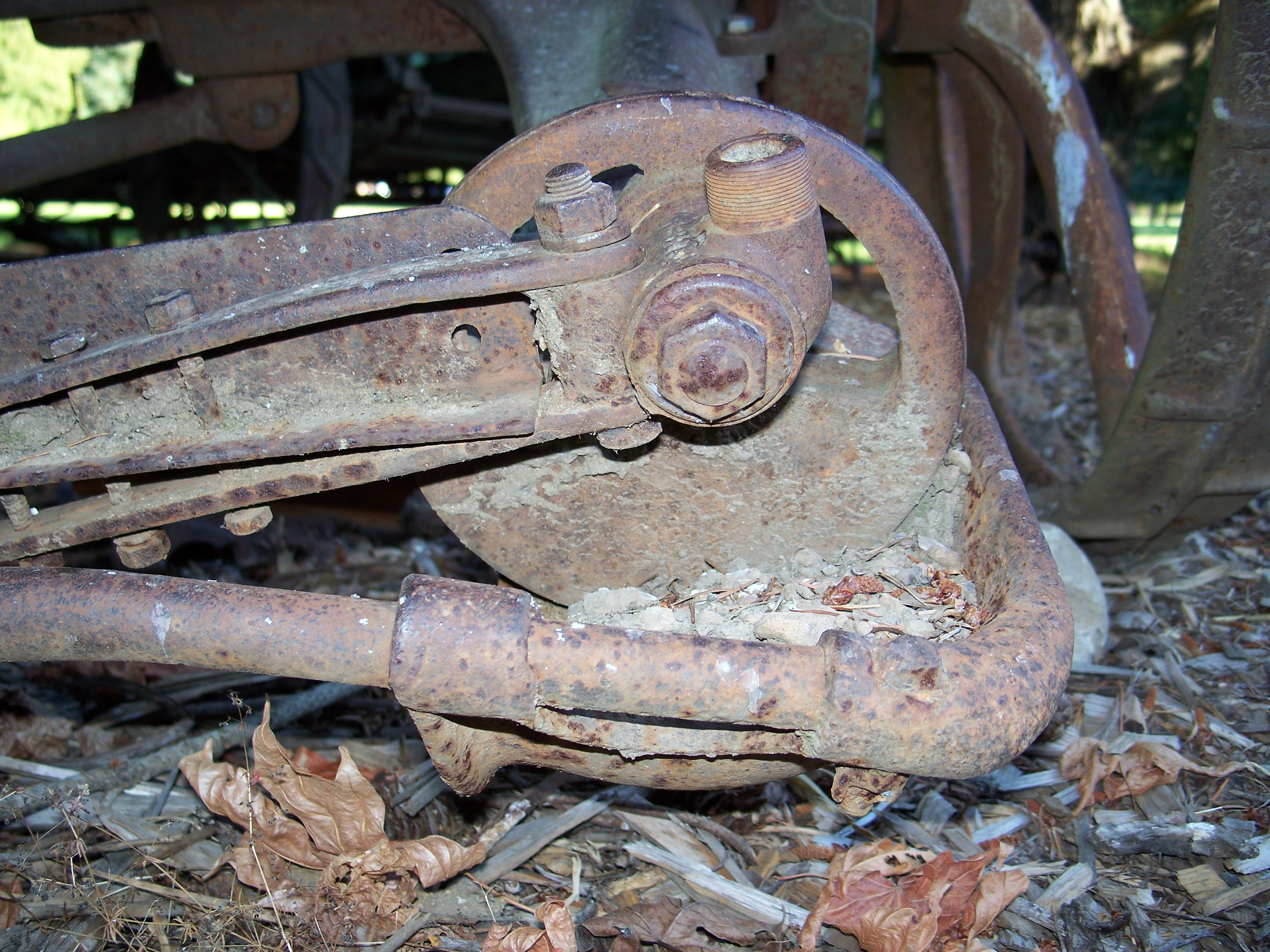
2
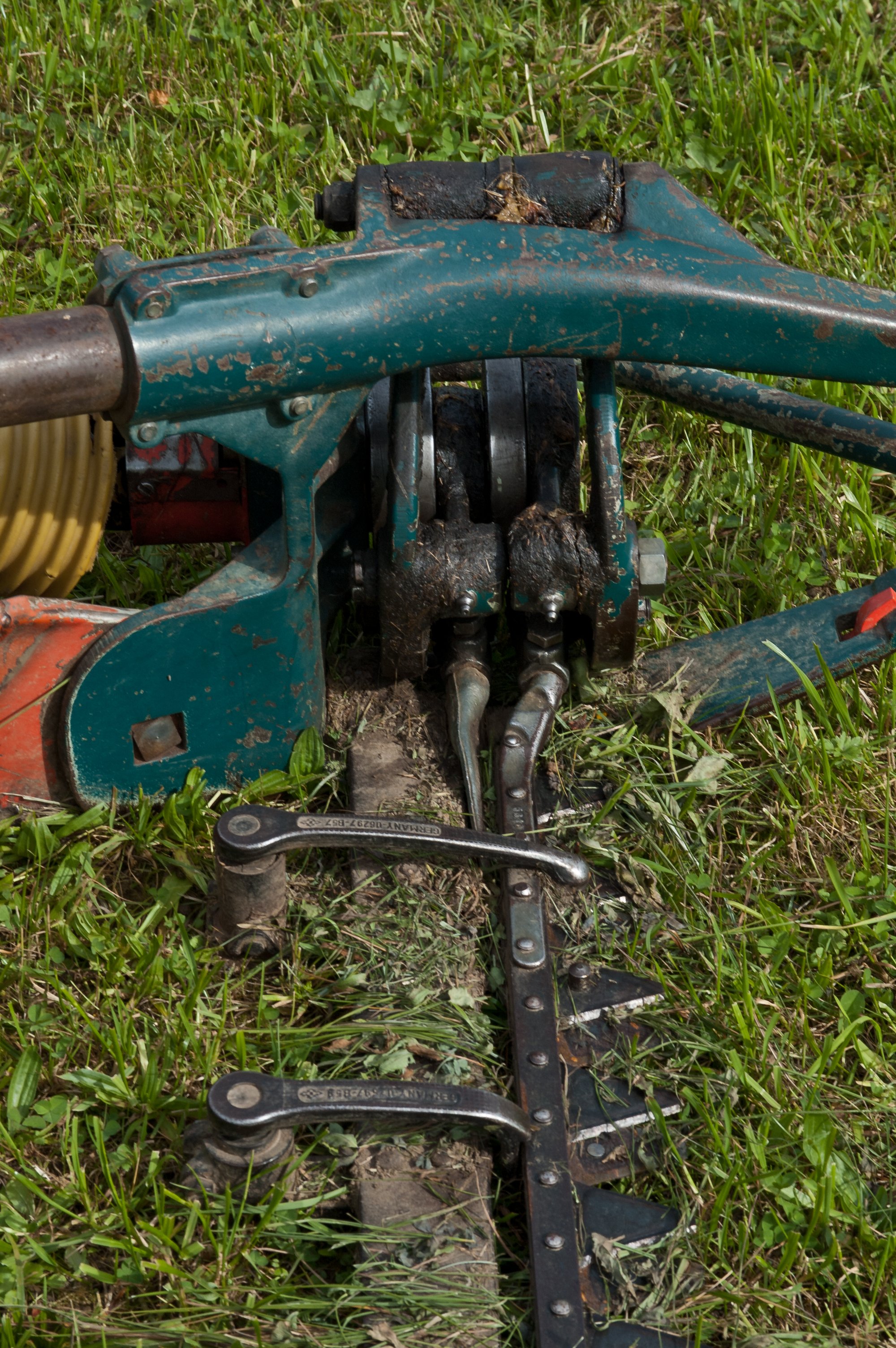
3
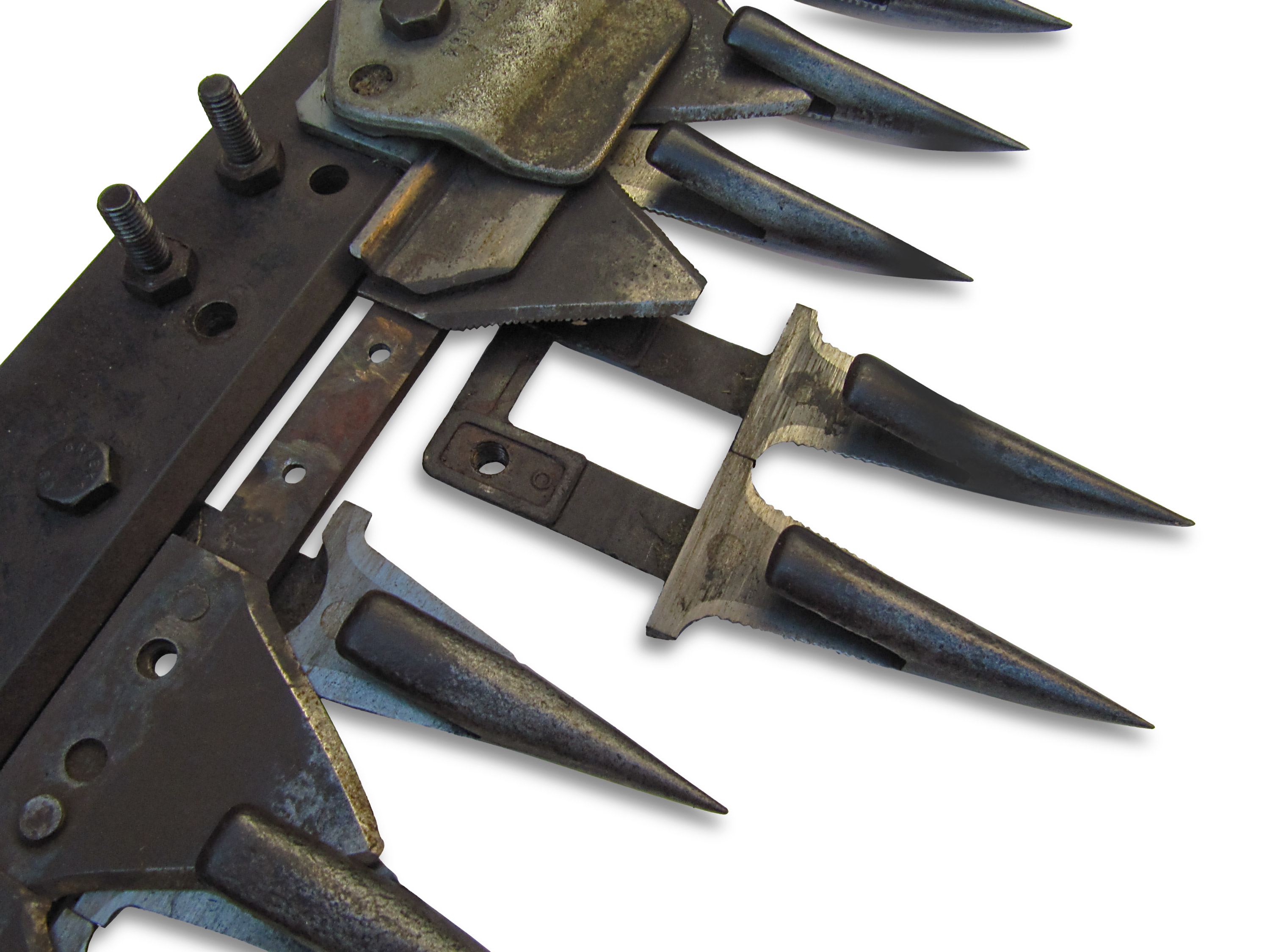
4
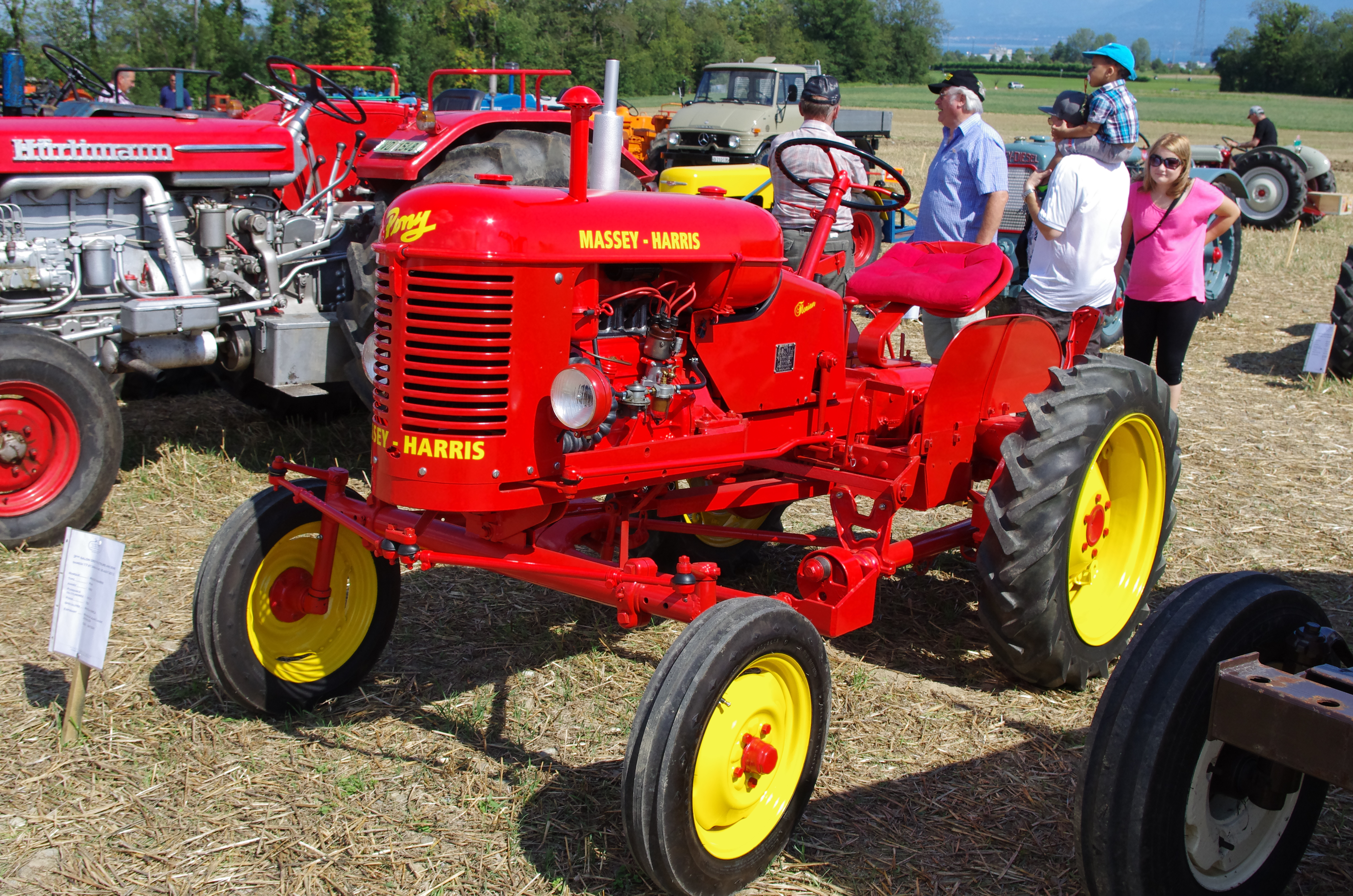
5
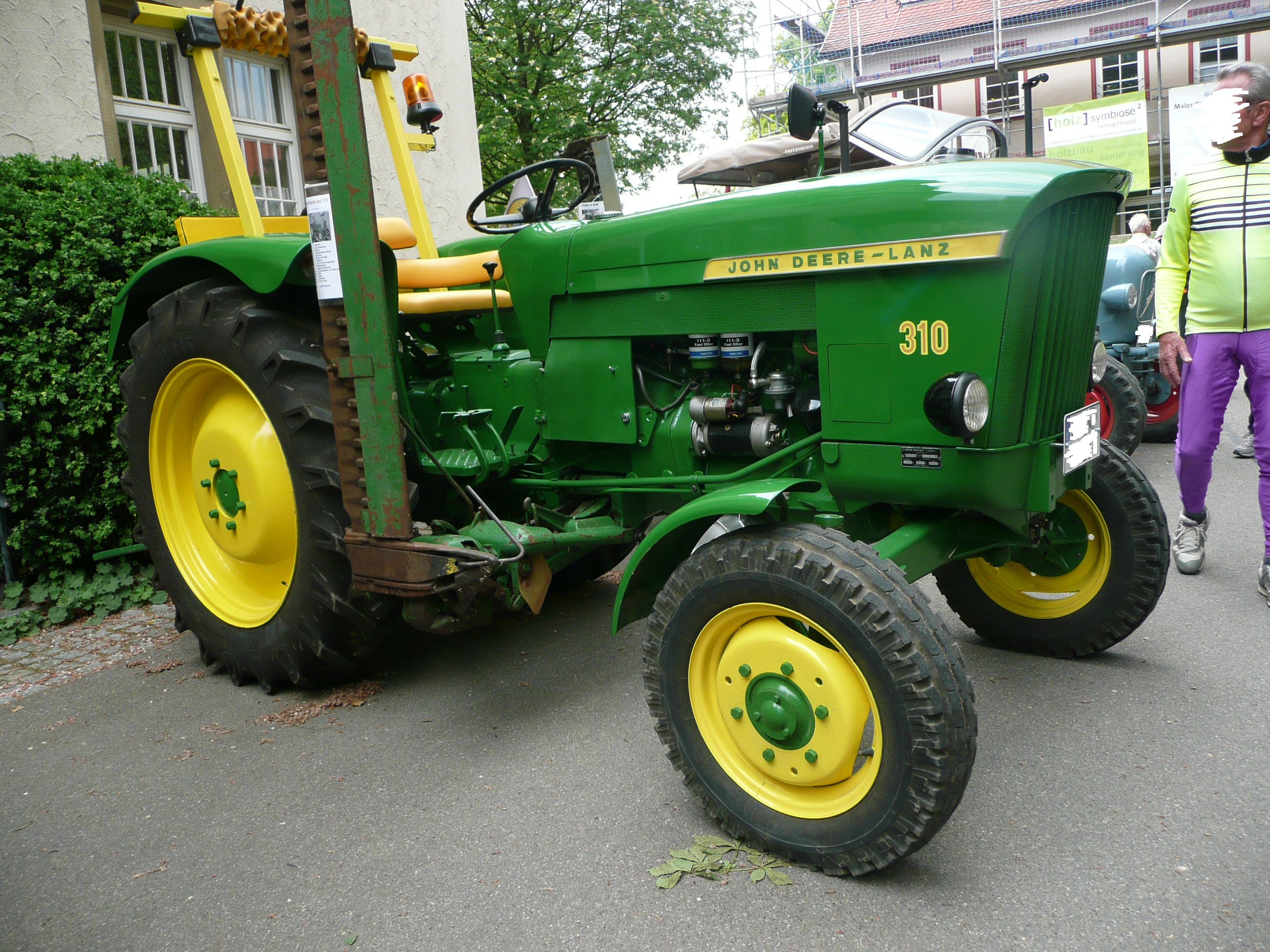
6

1. Mécanisme d'entraînement d'une faucheuse : Le boîtier près de la roue gauche récupère le mouvement des grandes roues porteuses et le transmet à la petite roue à came à l'avant gauche. La came est reliée à la scie à sections (manquante) par une grande bielle en bois (manquante)
2. Roue à came avec départ de bielle sur une faucheuse à cheval
3. Système de barre de coupe avec deux lames alternatives fonctionnant en sens contraire sans doigts. L'entraînement des lames par cames et biellettes est visible en haut.
4. Détails d'une barre de coupe. Les sections triangulaires sont animées d'un mouvement alternatif. Les doigts (à droite) sont fixes. Sections et doigts sont remplaçables et fixés à l'aide de rivets. Les sections doivent être aiguisées dès que nécessaire.
5. Pony avec prise de mouvement ventrale (roue à came) pour faucheuse latérale entre les deux roues gauches. Années 1950
6. John Deere 310 avec barre de coupe. Le 310 (35 ch) est équipé en série d'une prise de force ventrale (dite souvent « avant » à l'époque) normalisée à 1000 tr/min et peut recevoir un vérin permettant le relevage hydraulique de la faucheuse. Années 1960.

#### Faucheuses à couteaux rotatifs (rotors à axe vertical)
Avec l'augmentation de la puissance des tracteurs les barres de coupe furent remplacées par des systèmes de couteaux mobiles placés sur des tambours rotatifs ou sur des disques ou ellipsoïdes permettant de travailler à vitesse plus élevée. Les faucheuses à tambours relativement peu coûteuses permettent l'andainage sans dispositif supplémentaire. On a ensuite adjoint sur les faucheuses à disques des systèmes permettant de commencer la fenaison : ainsi les rouleaux ou rotors conditionneurs permettent d'accélérer la dessiccation du fourrage et de réaliser un andainage. La faucheuse à disques devient alors une faucheuse-conditionneuse exigeante en puissance. Elles sont ensuite déclinées en modèles avant, à corps multiples, automoteurs.

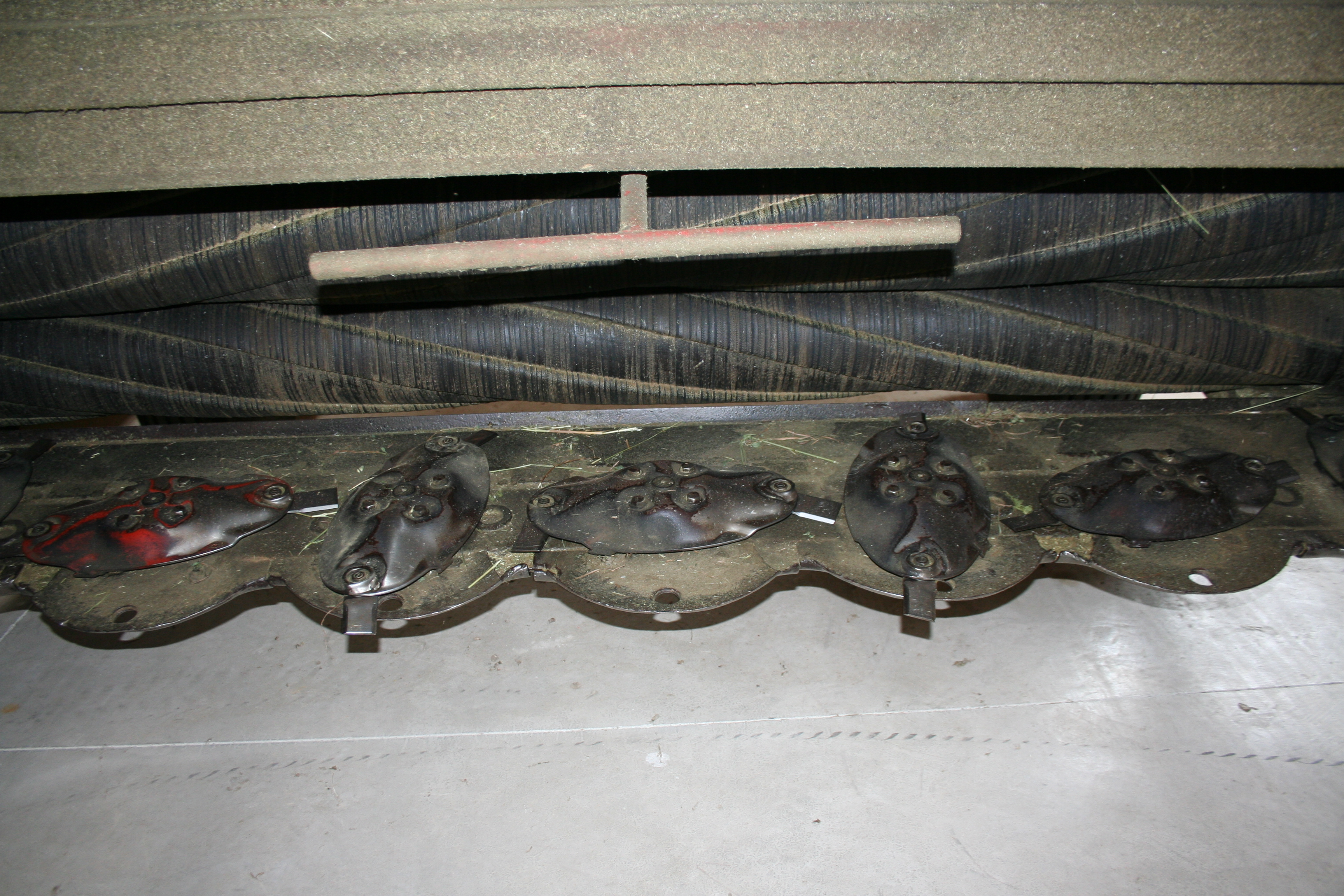
1
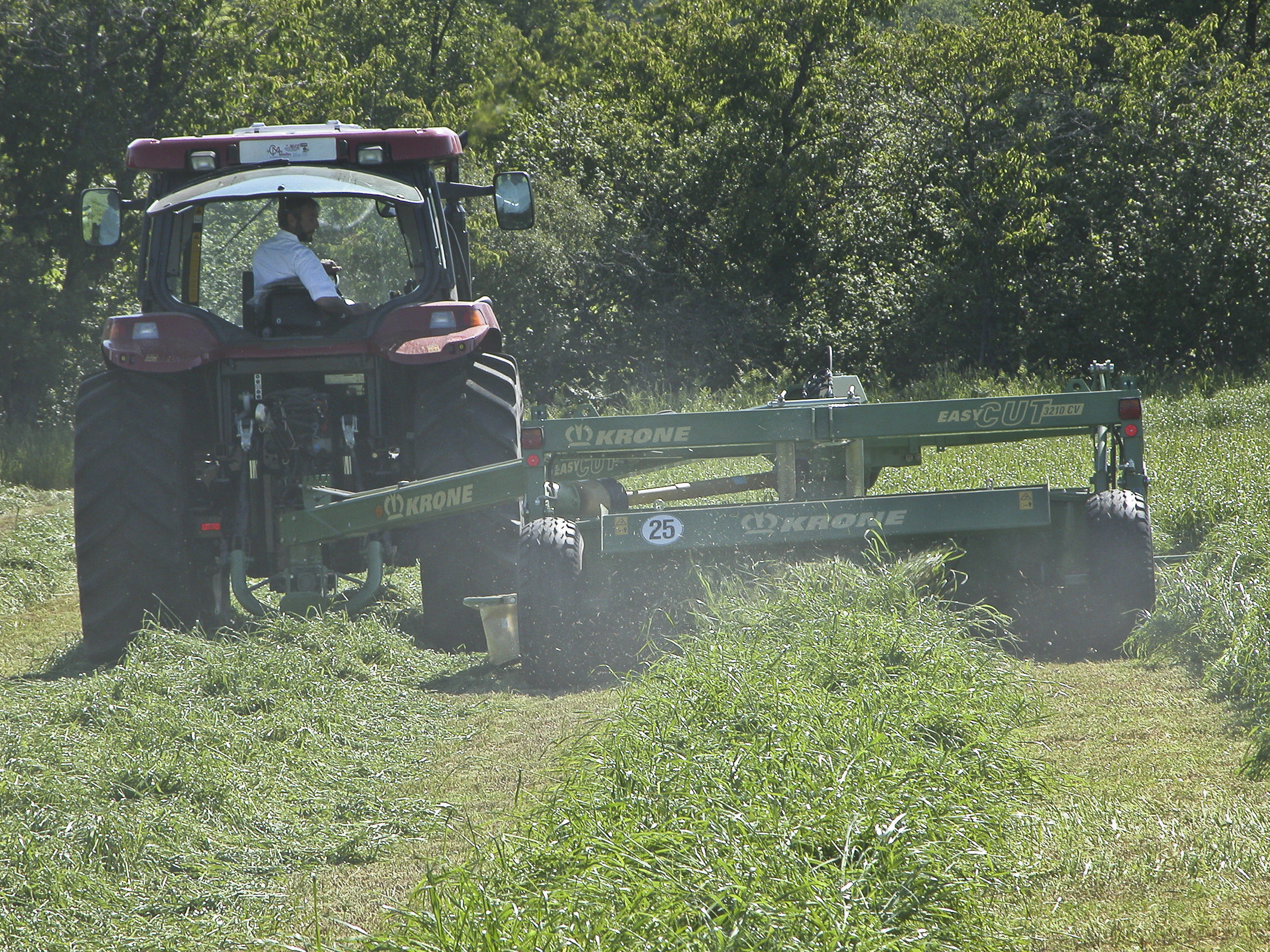
2
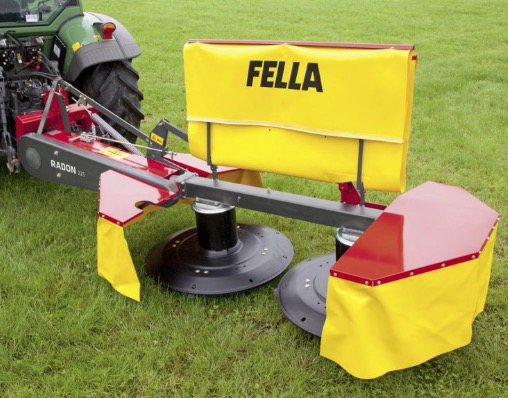
3

1. Lamier de faucheuse à disques. Deux couteaux sont montés sur chaque ellipsoïde à rotation rapide. En haut le conditionneur est constitué de deux rouleaux à axes horizontaux.
2. Faucheuse-conditionneuse  simple, 2004.
3. Faucheuse à deux tambours en position transport. Le corps de coupe pivote vers le côté droit pour la fauche.

#### Faucheuses à rotor à axe horizontal

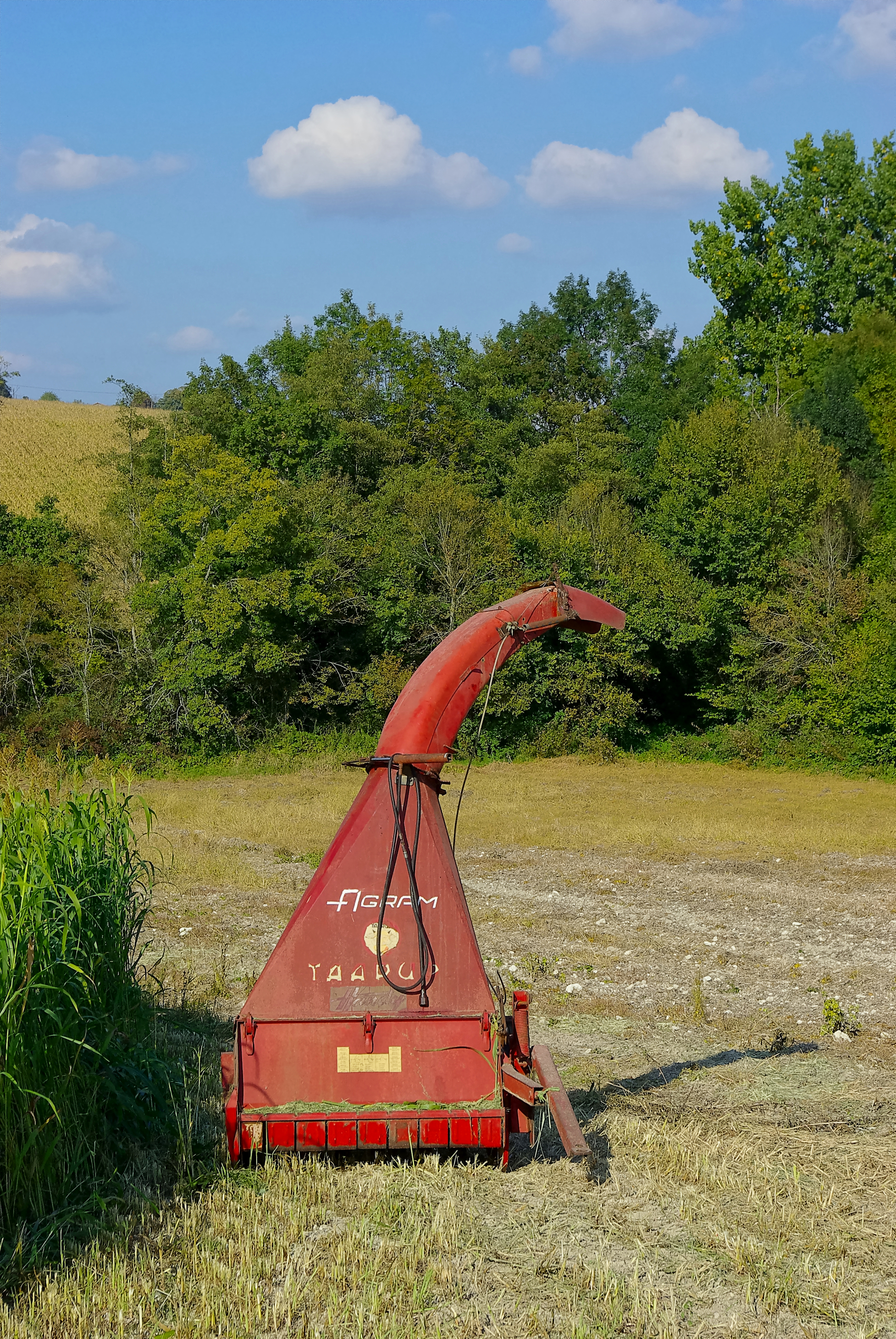
Faucheuse-récolteuse avec sa goulotte de chargement, 2008.

Les faucheuses à rotor à axe horizontal (ou faucheuses-récolteuses) fauchent et en même temps chargent le fourrage dans une remorque.  Autrefois (années 1940-1960) très utilisées pour l'ensilage d'herbe réalisé en direct, c'est-à-dire sans préfanage ; elles peuvent l'être encore pour l'affouragement journalier en fourrage frais. On leur rajouta un volant hacheur qui en faisait un matériel plus adapté à l'ensilage et facilitait l'éjection du fourrage. Cependant leur intérêt disparut avec la pratique du préfanage (l'herbe fauchée est reprise par un pick-up) et l'utilisation généralisée d'ensileuses automotrices de forte puissance dans les années 1980.